# Соломирецькі

Герб князів Соломирецьких

Соломирецькі або Соломерецькі (пол. Sołomierecki або пол. Sołomereccy, рос. Соломерецкие) — білоруський князівський магнатський рід гербу Равич, нащадки смоленських Рюриковичів. Початок веде від брянського князя Святослава Глібовича. Його онук Іван Дмитрович «Шах» у XIV столітті узяв собі ім'я від назви місцини Соломирець, що у Мінському повіті. Тому іноді Соломирецьких називали Шаховичами. Пов'язаний був з родинами Чарторийських, Пронських, Владик, Глібовичів.
Перші представники були захисниками православної віри у Білорусі, підтримували церковні братства у Великому князівстві Литовському. Згодом окатоличилися. Цей рід згас 1641 року.

## Родовід
- Іван Дмитрович Шах-Соломирецький, 1-й князь Соломирецький
  - Семен Іванович Соломирецький
  - Юрій Іванович Соломирецький
    - Василь Юрійович Соломирецький-Татіщ, засновник родини Татіщевих.

  - Федір Іванович Соломирецький
    - Василь Федорович Соломирецький (1430—д/н)
      - Іван Васильевич Соломирецький (1460—д/н)
        - Богдан Іванович Соломирецький
        - Василь Іванович Соломирецький (1490–1560) — намісник Могильовський у 1520–1540 роках
          - Марина Василівна Соломирецька
          - Богдан Васильович Соломирецький (д/н—1565)— староста Рогачевський та Пінський
            - Іван Богданович Соломирецький (1560—д/н)
            - Олена Богданівна Соломирецька
            - Марія Богданівна Соломирецька (д/н—1580)
            - Ганна Богданівна Соломирецька (д/н—1550)
            - Барбара Богданівна Соломирецька

          - Юрій Васильович Соломирецький (д/н—1559) — староста Ошмянський
          - Андрій Васильович Соломирецький (д/н—1541)
          - Федір Васильович Соломирецький (д/н—1540)— намісник Медницький
          - Володимир Васильович Соломирецький
          - Іван Васильович Соломирецький (д/н—1578)— староста Пінський (? −1552), намісник Глуський і Дубошенський (1554–1555), Глуський і Дубошенський (1555–1556), староста Мстиславльський та Радомський з 1558, каштелян Мстиславський з 1566 року
            - Богдан Іванович Соломирецький (д/н—1602) — староста Кричевський
              - Микола-Лев Богданович Соломирецький (д/н—1626) — каштелян Смоленський
                - Доміцела Соломирецька (д/н—1659)
                - Ганна Евграція Соломирецька
                - Гелена Соломирецька

              - Барбара Богданівна Соломирецька
              - Марина Богданівна Соломирецька
              - Богдан Богданович Соломирецький (1589–1630)
                - Христина Богданівна Соломирецька
                - Олена Богданівна Соломирецька (д/н—1640)
                - Марина Богданівна Соломирецька
                - Регіна Богданівна Соломирецька
                - Ян-Владислав Соломирецький (д/н—1641)— маршалок Пінський, останній представник роду чоловічої статі
                  - Катерина Янівна Соломирецька
                  - Марина Янівна Соломирецька
                  - Олена Янівна Соломирецька (д/н—після 1668)